# Edwin Atherstone
Edwin Atherstone, angleški romantični pesnik in pisatelj, * 1788, † 1872.
Njegovi najpomembnejši pesmi sta epa The Fall of Nineveh (1828-1868) in Israel in Egypt (1861).